# カリガネソウ属
カリガネソウ属（雁草属、学名: Caryopteris、英名: bluebeard）はシソ科に属する植物の属の一つ。クロンキスト体系ではクマツヅラ科に属していた。東アジアからヒマラヤ山脈にかけての高地を中心に分布する。
直立または蔓状に伸び、草丈1-4m前後に生長する草本である。葉は対生し、広卵形または披針形で、縁は全縁または鋸歯（ギザギザ）がある。芳香を持つ種が多い。
花は集散花序または密錐花序に付き、単独で咲くものは稀である。花弁と萼は 5枚であることが多く（4ないし 6 枚もある）、花弁は青紫色または白色で、チョウやハナバチなどによって受粉する。大きく広がって咲き、凹形で縁に飾りが付く。雄蕊は 4本で大きく突き出る。子房室は4つあり、通常は4つの種子が結実する
。
数種が観賞用に栽培され、ハナシキブは園芸種が作出されている。
なお、『日本の野生植物 草本』（佐竹義輔 ほか編、平凡社、1981年）などでCaryopteris属の和名に用いられているカリガネソウ（Caryopteris divaricata Maxim.）は1999年にフィリップ・ダグラス・カンティーノ（Philip Douglas Cantino）らが発表した論文により、単型のTripora属に移されている。これを受けてカリガネソウ属の名はTripora属にあて、Caryopteris属をダンギク属とする文献も見られる。

## 種
次の種が記載されている。

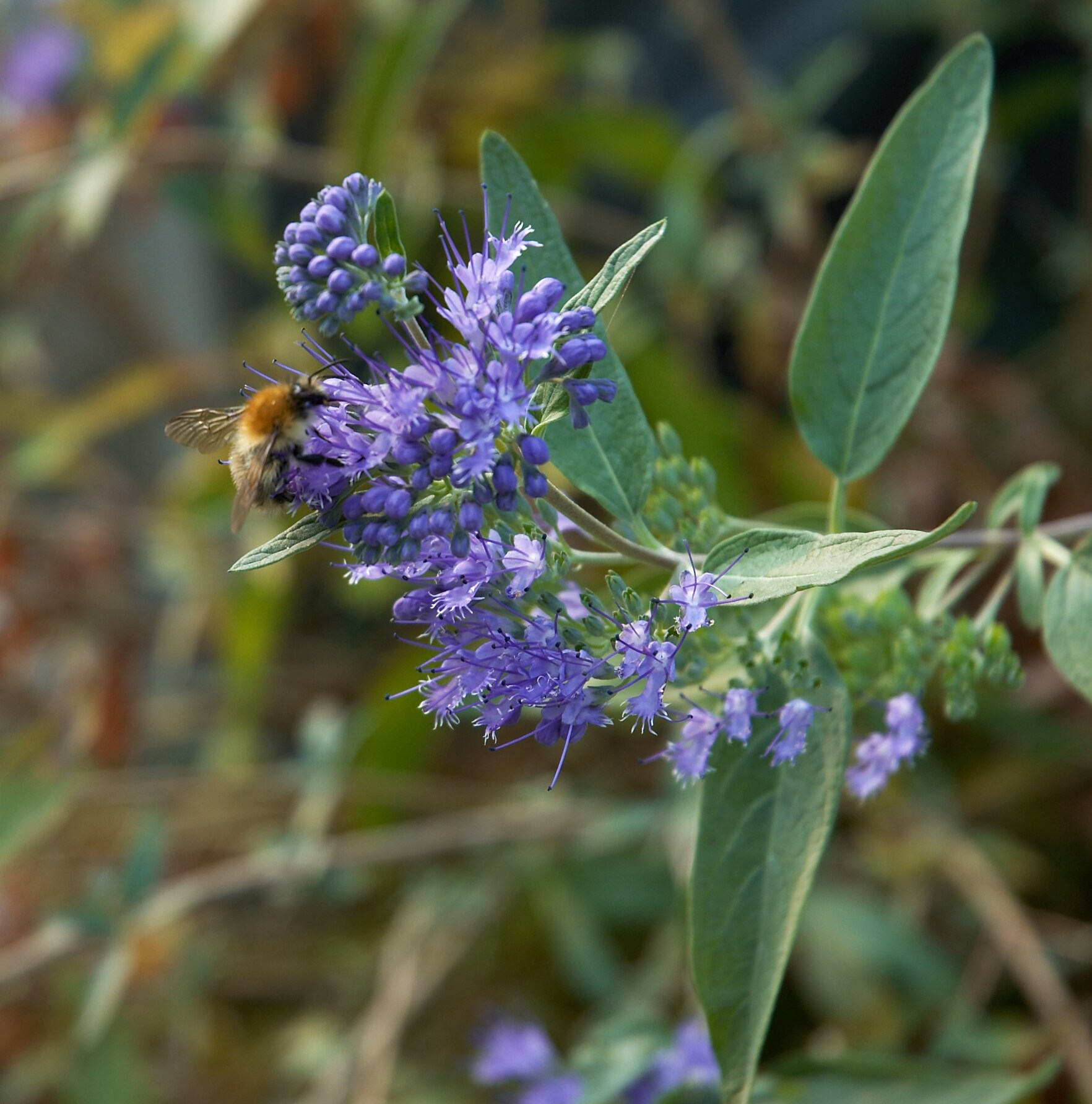
ハナシキブ Caryopteris x clandonensis hort. ex Rehd.（ダンギクと C. mongholica の雑種）
- Caryopteris forrestii Diels
- Caryopteris glutinosa Rehder
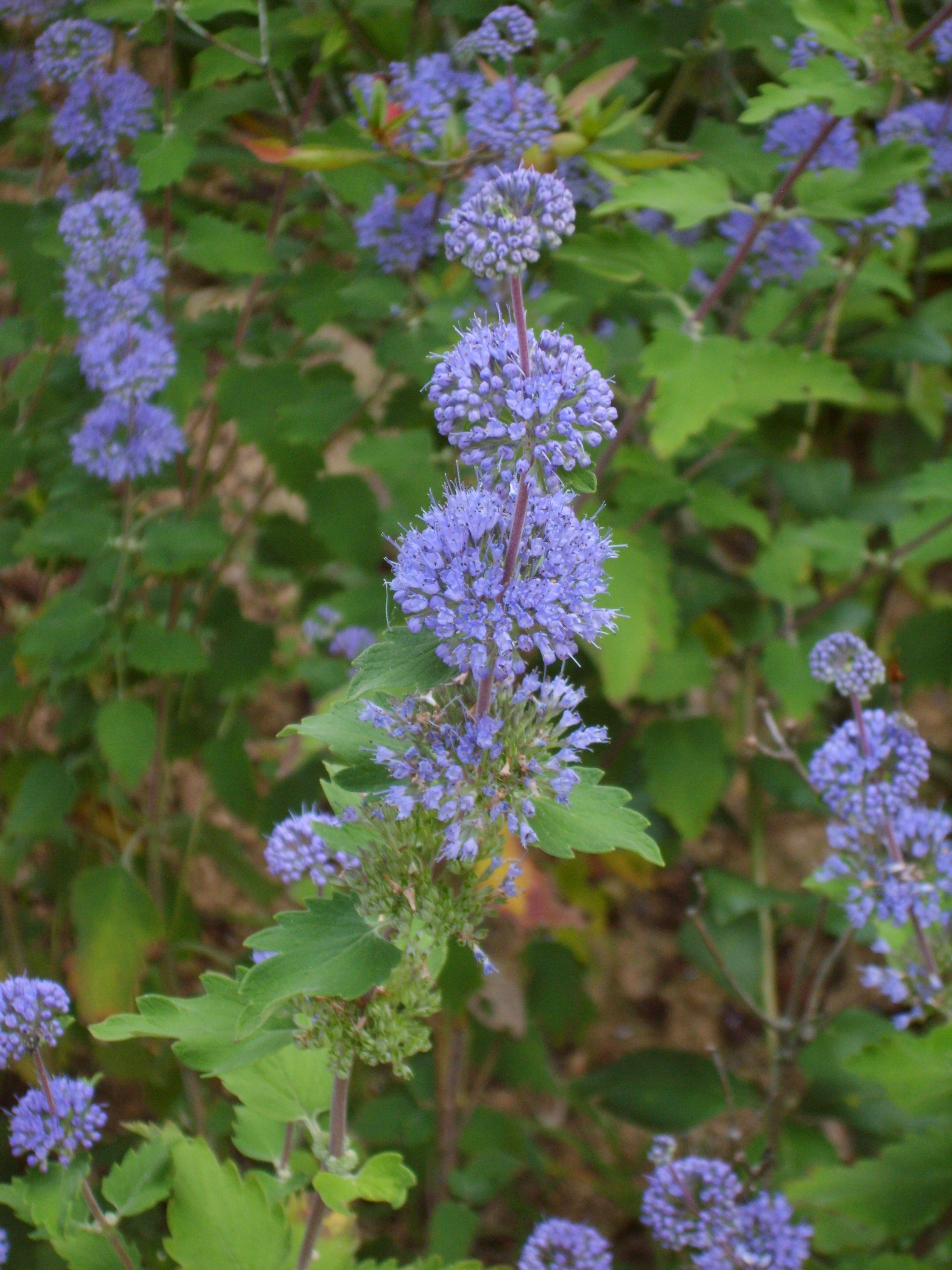
ダンギク Caryopteris incana (Thunb. ex Houtt.) Miq.
- Caryopteris jinshajiangensis Y.K.Yang & X.D.Cong
- Caryopteris minor (C.Pei & S.L.Chen ex C.Y.Wu) C.L.Xiang - 最初は C. forrestii の1変種として記載されたものであるが、2018年に独立の種とされた[7]。
- Caryopteris mongholica Bunge
- Caryopteris tangutica Maxim.
- Caryopteris trichosphaera W.W.Sm.

- ハナシキブ
- ダンギク

### かつてCaryopteris属に分類されていた種
命名者がフィリップ・ダグラス・カンティーノ（P.D.Cantino）であるものは Cantino, Wagstaff & Olmstead (1998) の見直しにより他属へ移された種である。
- Caryopteris aureoglandulosa (Vaniot) C.Y.Wu → Schnabelia aureoglandulosa (Vaniot) P.D.Cantino
- Caryopteris bicolor (Roxb. ex Hardw.) Mabb. および C. odorata (D.Don) B.L.Rob. → Pseudocaryopteris bicolor (Roxb. ex Hardw.) P.D.Cantino
- カリガネソウ Caryopteris divaricata Maxim. → Tripora divaricata (Maxim.) P.D.Cantino
- Caryopteris foetida (D.Don) Thell. および C. grata (Wall. ex Walp.) Benth. ex C.B.Clarke → Pseudocaryopteris foetida (D.Don) P.D.Cantino
- Caryopteris nepalensis Moldenke → Discretitheca nepalensis (Moldenke) P.D.Cantino - かつては C. n. var. parvifolia Moldenke という変種が認識されていたが、Cantino, Wagstaff & Olmstead (1998:381) は基本種との差を認めていない。
- Caryopteris nepetifolia (Benth.) Maxim. → Schnabelia nepetifolia (Benth.) P.D.Cantino
- Caryopteris paniculata C.B.Clarke → Pseudocaryopteris paniculata (C.B.Clarke) P.D.Cantino
- Caryopteris siccanea W.W.Sm. → Rubiteucris siccanea (W.W.Sm.) P.D.Cantino
- Caryopteris terniflora Maxim. → Schnabelia terniflora (Maxim.) P.D.Cantino